# Varga Béla (unitárius püspök)
Varga Béla (Torda, 1886. október 23. – Kolozsvár, 1942. április 10.) unitárius lelkész, erdélyi magyar unitárius püspök 1938-tól 1940-ig, filozófus, teológus, pedagógiai elméletíró.

## Életútja
Varga Béla unitárius családban született, atyja a tordai unitárius gimnázium igazgatója volt. Középiskolai tanulmányait Kolozsvárt végezte, a kolozsvári egyetemen tanult tovább, Böhm Károly filozófiai iskolájában is képezte magát,  magyar, latin, görög szakos tanári oklevelet szerzett, majd doktorált filozófia, pedagógia és esztétika tárgykörből. 1910-ben állami ösztöndíjjal Németországban és Angliában járt tanulmányúton.
Az egyetemi tanulmányok után unitárius gimnáziumi, majd teológiai akadémiai tanár volt. Logikából és logika történetből a kolozsvári egyetem magántanárává habilitálták (1915). 1938-ban az Erdélyi Unitárius Egyház püspökévé választotta. A Szegedről 1940-ben Kolozsvárra visszatérő Ferenc József Tudományegyetemen a pedagógia professzorává nevezték ki, ekkor saját elhatározásából, önként lemondott püspöki tisztségéről, hogy az egyetemi oktatásnak és kutatásnak szentelje minden idejét. Pedagógiai munkásságának középpontjában a neveléstudomány értékelméleti alapjainak vizsgálata állt.
1939-ben a Magyar Tudományos Akadémia levelező tagjává választották.

## Művei

### Folyóiratcikkek
Hit és tudás (Ker. Magvető, 1924), Unitarismus és rationalismus (Ker. Magvető, 1927).  Unitárismus és individualismus (Ker. Magvető, 1931). Az unit. vallás (Magyar Prot. Almanach, 1932). Az individualitas kérdése (Ker. Magvető, 1932). Felolvasás az unitarismusról (Ker. Magvető, 1932). Hittani tanulmányok (Ker. Magvető, 1933). A szabadelvű kereszténység alapja (Ker. Magvető, 1937). Kijelentés (Ker. Magvető, 1940).

### Könyvek
- A lelkiismeret. Kolozsvár. 1909
- Jacobi Henrik Frigyes. Budapest, 1911
- Valóság és érték. Kolozsvár, 1915
- A logikai érték problémája és kialakulásának története. Budapest, 1922
- Gondolatok a neveléstan értékelméleti megalapozásához. Szeged, 1922
- A mai közszellem pszichológiája. Cluj, 1928
- A subsistentia fajai. Budapest, 1928
- Ami örökkévaló Dávid Ferenc életművében. Kolozsvár. 1930
- Az individualitás kérdése. Cluj-Kolozsvár, 1932 (Erdélyi Tudományos Füzetek 50.)
- A pedagógia alapkérdése. Szeged, 1936
- Hit és vallás. Kolozsvár, 1940
- Varga Béla válogatott hittani művei; vál., szerk. Rázmány Csaba; Cerberus Kft., Bp., 1997 (Teológiai füzetek)

## Díjak, elismerések
- Corvin-koszorú (1940)